# Мімоза Джаллоу
Мімоза Джаллоу (фін. Mimosa Jallow, 17 червня 1994) — фінська плавчиня.
Учасниця Олімпійських Ігор 2016 року.
.